# Platypus Ridge
Platypus Ridge ist ein großer, 16 km langer und eisbedeckter Gebirgskamm an der Oates-Küste des ostantarktischen Viktorialands. Von den Bowers Mountains ausgehend erstreckt er sich in nordöstlicher Richtung entlang der Westflanke des Mündungsgebiets des Lillie-Gletschers in die Ob’ Bay. 
Der australische Geodät Sydney Lorrimar Kirkby (1933–2024) ermittelte die genaue Position des Gebirgskamms im Februar 1962 bei einer Kampagne im Rahmen der Australian National Antarctic Research Expeditions. Das Antarctic Names Committee of Australia benannte ihn nach dem in Australien endemisch beheimateten Schnabeltier (englisch platypus).